# Yoshihiro Usami
Yoshihiro Usami (宇佐美 吉啓 Usami Yoshihiro?,  Yokohama, Prefectura de Kanagawa, 2 de febrero de 1977), también conocido bajo su nombre artístico de Üsa, es un bailarín, músico y actor japonés. Es conocido por haber sido uno de los miembros originales del grupo Exile, así como también de J Soul Brothers y Dance Earth Party.

## Grupos
- Baby Nail (1994 – 1998)
- Hip Hop Junkeez (1998)[2]
- J Soul Brothers (1999 - 24 de agosto de 2001)
- Exile (2001 - 2013)
- Rather Unique (2004 – 2006)
- Dance Earth Party (2013 - presente)

## Filmografía

### Televisión
| Año  | Título                                   | Papel           |
| ---- | ---------------------------------------- | --------------- |
| 2006 | The Mensetsu                             |                 |
| 2007 | Taiyō ni Yaka rete                       | Takuya          |
| 2008 | Crown –Nemuri-ra nai, Yoru no Hate ni... | Juyu            |
| 2009 | Hebihimesama: Waga Kokoro no Na Hebi     | Denji, Gonpachi |
| 2010 | Dance Earth –Negai–                      | Yu              |
| 2013 | Dance Earth –Seimei no Kodō–             | Piero           |
| 2014 | Changes                                  | Ooyabi          |

### Películas
| Año  | Título                   | Papel       |
| ---- | ------------------------ | ----------- |
| 2010 | Kyoto Uzumasa Monogatari | Kota Yanase |
| 2013 | Dance Earth –Beat Trip–  |             |

### Show de variedades
| Año  | Título                        | Cadena           | Notas               | Ref.        |
| ---- | ----------------------------- | ---------------- | ------------------- | ----------- |
| 2010 | Shūkan Exile                  | TBS              | MC                  |             |
| 2013 | E Dance Academy               | NHK-E            | Senior lecturer     |             |
| 2013 | Zip!                          | NTV              | "Asa Dance Taisō"   |             |
| 2013 | Nekketsu! Dance Academy       | TV Tokyo         | Instructor de baile | [ 3 ] [ 4 ] |
| 2014 | Exile Usa Dance Earth Channel | CS Dance Channel |                     | [ 5 ]       |
| 2015 | Chikyū Bus Kikō               | BS-TBS           | Narración           |             |

### Anuncios
| Año  | Título                                    |
| ---- | ----------------------------------------- |
| 2011 | Recruit Hot Pepper Gourmet                |
| 2012 | GREE "Seisen Cerberus"                    |
| 2012 | Fujitsu Arrows                            |
| 2013 | Hisamitsu Pharmaceutical "Air Salon Path" |

### Radio
| Año  | Título      | Cadena  |
| ---- | ----------- | ------- |
| 2006 | Evolution D | InterFM |
| 2008 | Black room  | InterFM |

### Actuación de voz
| Año  | Título   | Papel |
| ---- | -------- | ----- |
| 2008 | Examurai | Usa   |